# Livada (okręg Botoszany)
Livada – wieś w Rumunii, w okręgu Botoszany, w gminie Dobârceni. W 2011 roku pozostawała niezamieszkana.